# Claus Unzen
Claus Unzen (* 1957 in Düsseldorf) ist ein deutscher Regisseur, Musiker, Dramaturg und Hochschullehrer. Als Professor für Regie des Musiktheaters leitet er den Studiengang Regie an der Hochschule für Musik „Hanns Eisler“ Berlin.

## Leben
Zunächst war Claus Unzen Jungstudent an der Musikakademie in Detmold. An der Hochschule für Musik und darstellende Kunst Hamburg hat er Musik im Instrumentalfach und in dem von Götz Friedrich geleiteten Studiengang Musiktheater-Regie sowie am Hamburger Konservatorium in Blankenese Komposition/Theorie studiert.
Im Alter von sechzehn Jahren hatte eine zweijährige Tätigkeit als Beleuchter am Düsseldorfer Schauspielhaus sein Interesse am Theater geweckt. Opern- und Schauspielaufführungen hat er noch vor dem Gymnasialabschluss als Technischer Leiter der Stadthalle Erkrath betreut. Von 1979 bis 1984 war er Mitglied des European Community Youth Orchestra (ECYO) unter der musikalischen Leitung von Claudio Abbado, dessen Konzerttourneen u. a. auch mit Yehudi Menuhin, Herbert von Karajan, Georg Solti und Daniel Barenboim ihn auf alle wesentlichen Festivals Europas führten. In dieser Zeit war er beteiligt an der Gründung des Chamber Orchestra of Europe (COE).
Von 1980 bis 1990 war er an der Hamburger Staatsoper künstlerisch tätig als Orchestermusiker und Regieassistent sowie nach dem Studium als Dramaturg und Regisseur. Er arbeitete eng zusammen mit u. a. Christoph von Dohnányi, Hans Zender und Rolf Liebermann. Während der Hamburger Phase hat die intensive Auseinandersetzung mit Werken Neuer Musik seine Auffassung von Musiktheater nachhaltig geprägt.
Nach weiterem Festvertrag als Regisseur und Leitender Dramaturg des Musiktheaters an den Städtischen Bühnen der Hansestadt Lübeck wirkte Claus Unzen als freier Regisseur an verschiedenen Theatern und auf Festivals. Er inszenierte Opern, Operetten und Musicals sowie Projektarbeiten. Für große Unternehmen hat er auch im Eventbereich Opernproduktionen als Auftrag erstellt. Insbesondere ist hier seine Beschäftigung mit Opern von Mozart und Rossini in Zusammenarbeit mit internationalen Solisten hervorzuheben. Von 1990 bis 1993 war Claus Unzen Regisseur im Leitungsteam des „Festivades à Loudenvielle“ (Hautes-Pyrénées, Frankreich) und 1999 Mitbegründer und Szenischer Leiter, 2000 und 2001 auch Künstlerischer Leiter der Potsdamer Schlössernacht.
Sein Engagement im Bereich der Lehre begann 1986 mit einem Lehrauftrag im Studiengang Musiktheater-Regie an der Hamburger Musikhochschule gleich nach Abschluss des Studiums. Im Anschluss an weitere Lehrtätigkeiten, u. a. an der Fachhochschule für Kunst und Gestaltung Hamburg und der Lübecker Musikhochschule, war er zunächst seit 1994 Künstlerische Lehrkraft und seit 2003 als Gastprofessor Leiter des Studiengangs Regie an der Hochschule für Musik „Hanns Eisler“ Berlin. Mehrere Semester hat er auch an der Detmolder Musikhochschule szenischen Unterricht erteilt und Produktionen an der dortigen Opernschule inszeniert. Zum Sommersemester 2013 wurde er an die HfM „Hanns Eisler“ Berlin zum hauptamtlichen Professor für Regie des Musiktheaters berufen. 
Als Leiter der Abteilung A – Gesang, Musiktheater/Regie – und als Leiter des Studiengangs Regie an der HfM „Hanns Eisler“ Berlin setzt sich Claus Unzen insbesondere für die praktische Förderung und zielorientierte Ausbildung in Zusammenarbeit mit internationalen Opernhäusern ein. So hat er u. a. die Veranstaltungsreihe der „K.O.-Projekte“ mit der Komischen Oper Berlin und dem HAU, die Serie der „Wagner-Opern für Kinder“ mit den Bayreuther Festspielen, Praktika und studentische Inszenierungen an der Werkstattbühne mit der Staatsoper im Schillertheater und die Uraufführungsveranstaltung „Neue Szenen“ in der Tischlerei mit der Deutschen Oper Berlin initiiert, betreut und durchgeführt. Workshops zu ausgewählten Themen im Bereich Regie und szenischer Darstellung, die er an herausragenden Instituten durchführt, ergänzen seine umfassende künstlerische und pädagogische Tätigkeit.